# Simon Neudhart
Simon Neudhart (* 24. Oktober 1992) ist ein österreichischer Fußballtorwart.

## Karriere
Neudhart begann seine Karriere beim 1. FC Leonhofen. Zur Saison 2006/07 wechselte er zum FC Waidhofen/Ybbs. Zur Saison 2008/09 rückte er in den Kader der Reserve der Niederösterreicher. Im Mai 2009 debütierte er für die erste Mannschaft von Waidhofen in der Regionalliga. Insgesamt kam er zu zwei Einsätzen in der dritthöchsten Spielklasse für Waidhofen.
Im April 2010 wechselte er zum viertklassigen SKU Amstetten. Für Amstetten kam er aber nie zum Einsatz. Im März 2011 wechselte er daraufhin zum sechstklassigen SCU Kilb. Mit Kilb stieg er 2012 in die fünftklassige 2. Landesliga auf. Nach sechs Jahren mit Kilb in der fünfthöchsten Spielklasse folgte 2018 der Aufstieg in die Landesliga. Insgesamt kam er in dreizehneinhalb Saisonen in Kilb zu 314 Ligaeinsätzen.
Zur Saison 2024/25 kehrte Neudhart nach Amstetten zurück, das mittlerweile zweitklassig war. Sein Debüt in der 2. Liga gab er im Mai 2025, als er am 30. Spieltag jener Saison gegen den FC Liefering in der Startelf stand.